# Sainneville
Sainneville, auch Sainneville-sur-Seine genannt, ist eine französische Gemeinde mit 866 Einwohnern (Stand: 1. Januar 2022) im Département Seine-Maritime in der Region Normandie. Sie gehört zum Arrondissement Le Havre und zum Kanton Saint-Romain-de-Colbosc. Die Einwohner werden Sainnevillais und Sainnevillaises genannt.
Die Gemeinde erhielt 2022 die Auszeichnung „Drei Blumen“, die vom Conseil national des villes et villages fleuris (CNVVF) im Rahmen des jährlichen Wettbewerbs der blumengeschmückten Städte und Dörfer verliehen wird.

## Geographie
Sainneville liegt etwa 14 Kilometer ostnordöstlich von Le Havre in der Naturregion Pays de Caux. Umgeben wird Sainneville von den Nachbargemeinden Étainhus im Norden und Nordosten, Épretot im Südosten, Saint-Laurent-de-Brèvedent im Süden und Südwesten sowie Manéglise im Westen und Nordwesten.

## Einwohnerentwicklung

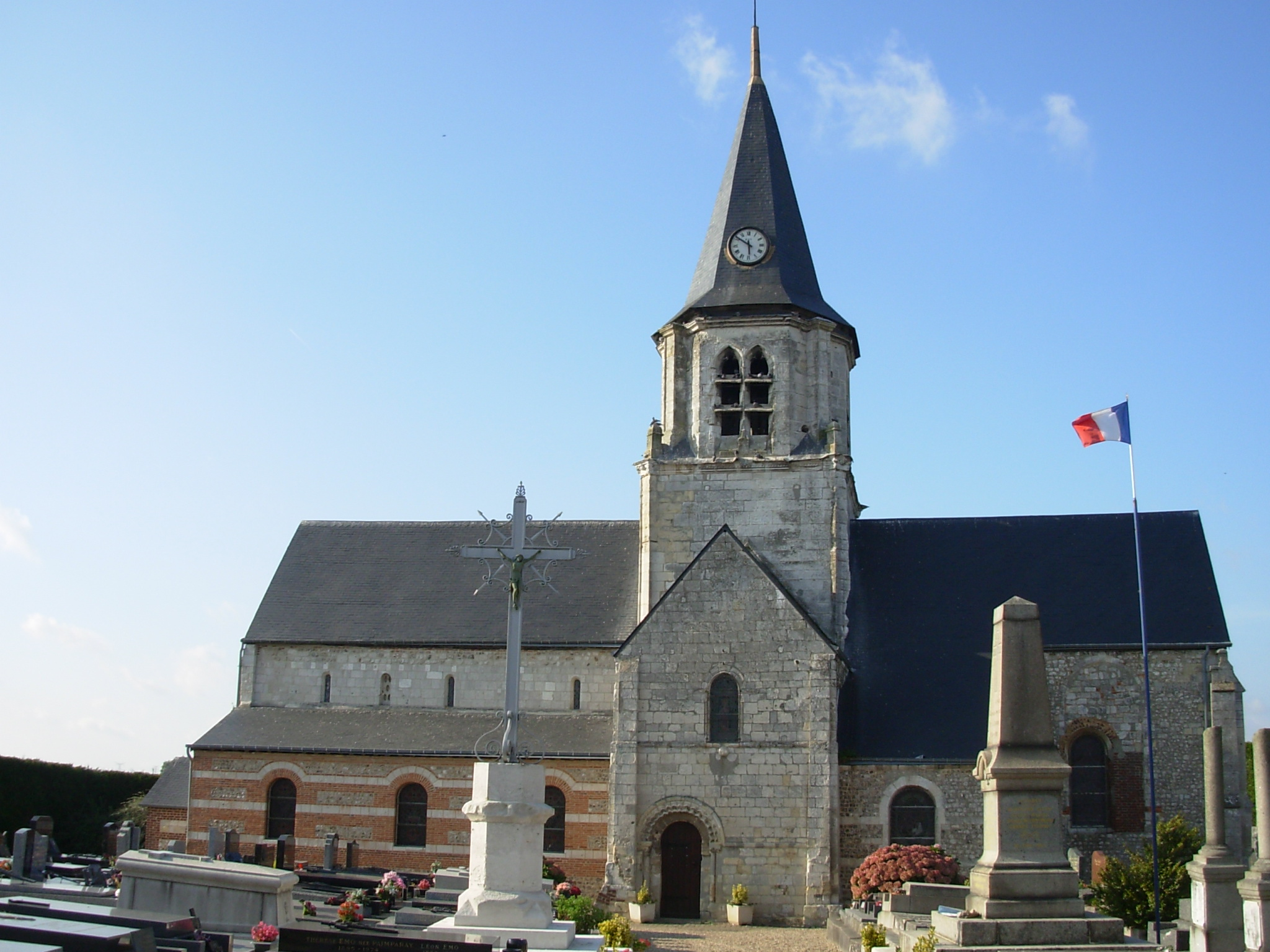
Kirche Saint-Maclou

| Jahr      | 1962 | 1968 | 1975 | 1982 | 1990 | 1999 | 2006 | 2013 | 2020 |
| --------- | ---- | ---- | ---- | ---- | ---- | ---- | ---- | ---- | ---- |
| Einwohner | 444  | 485  | 576  | 672  | 814  | 826  | 823  | 833  | 852  |

## Sehenswürdigkeiten
- Kirche Saint-Maclou aus dem 12. Jahrhundert, im 16./17. Jahrhundert umgebaut,  seit 1926 als Monument historique eingeschrieben
- Pfarrhaus aus dem 18. Jahrhundert